# Арним, Ахим фон
Карл Йоахим Фридрих Людвиг фон А́рним (нем. Carl Joachim Friedrich Ludwig von Arnim; 26 января 1781[…], дворец Врангеля — 21 мая 1831[…], дворец Виперсдорф, Пруссия) — немецкий писатель, прозаик и драматург, основной представитель (вместе со своим другом Клеменсом Брентано) гейдельбергского романтизма. Его жена Беттина (сестра Брентано) тоже была писателем.

## Биография
Людвиг Ахим фон Арним происходил из дворянского рода Арнимов, его отец был камергером прусского королевского двора и был представителем крупного юнкерства. Детство Ахима прошло в семейном дворце в центре Берлина. Его прадед был богатым бюргером, торговцем и любимцем короля Фридриха Вильгельма I. Дед Арнима получил дворянские права, а его сын Йоахим Эрдман фон Арним был юнкером, камергером короля, дипломатом и руководителем королевского оперного театра в Берлине.
Ахим фон Арним рос под строгим надзором своей бабушки в Берлине, где посещал известную гимназию Иоахимсталь. В это время он внимательно изучал труды Канта и Гердера, которые оказали на него большое влияние. Такое образование избавило Арнима от ряда консервативных политических убеждений. После окончания гимназии он не стал солдатом, как ему настойчиво рекомендовали, и поступил в университет на юридический факультет. Там он с необычайным рвением занялся физикой и химией, о чём свидетельствует целый ряд его естественнонаучных сочинений. Однако скоро Арним познакомился с Клеменсом Брентано, анархически настроенным поэтом-романтиком, ставшим более чем на десять лет его самым близким другом. Эта встреча определила всю его дальнейшую жизнь: Арним стал придерживаться мнения, что его занятия физикой не будет полезны для науки, и решил посвятить свою жизнь литературе.
В 1802 году Арним вместе с Брентано начал путешествие по Рейну, казавшееся обоим друзьям идеалом поэтической жизни, близкой к народу. Одеваясь во время путешествия в грязную и неподобающую своему социальному статусу одежду Арним настолько заметно нарушил традиционные общественные устои, что об этой чрезмерности впоследствии писала Беттина Брентано, и даже сам Клеменс Брентано, усомнившийся, не задержат ли того в таком виде местные власти. Путешествие, длившееся четыре года, позволило друзьям осмотреть южную Германию, Швейцарию, Италию, Францию. Окончив путешествие, Арним вместе с Брентано поехали в Гейдельберг и приступили к созданию сборника немецких народных песен, собранных ими во время поездки.
В 1806—1808 годах Арним в соавторстве с Клеменсом Брентано издаёт сборник народного творчества под названием «Волшебный рог мальчика». В 1808 году Арнимом также издаётся «Газета для отшельников», при создании которой он и Брентано сотрудничали со многими крупными фигурами немецкого романтизма. Однако скоро гейдельбергский кружок распался из-за длительной поездки Арнима в Кёнигсберг. После неё Арним стал жить в Берлине и углубился в занятия поэзией. Тогда же стали проявляться политические устремления Арнима, обеспокоенного судьбой Пруссии. В это время материальное положение писателя было плачевным: погружённый в литературные споры, Арним даже своим внешним видом показывал равнодушие к общественным нормам. В 1809 году выпустил сборник романтических новелл «Зимний сад», использовав для сюжета некоторых из них старинные хроники и народные немецкие легенды.
В 1811 году фон Арним тайно женится на сестре своего близкого друга Беттине Брентано. Беттина фон Арним стала его верным соратником в деле собирания фольклора. Спустя годы брака у Арнима появилось семеро детей, и он уже не мог вести замкнутую отшельническую жизнь. Чтобы обеспечивать своей семье необходимые условия для жизни, Арним в 1814 году сосредоточился на управлении семейным хозяйством, полученным по наследству. В первую очередь это было поместье в Виперсдорфе, которому Арним посвящал большинство своего времени, удалившись от городской жизни. Но Арним не оставил литературных занятий и продолжал писать. Больше всего в то время его беспокоили конфликты, вызванные изменениями в социальной, политической и духовной сферах общества, разрушительными казались власть денег, революция и угроза германской идентичности со стороны Наполеона. Арним чувствовал свой писательский долг и был убеждён, что литератор должен положительно влиять на ход истории. Также Арним считал, что история и поэзия неразрывно связаны, и зачастую смешивал в своих новеллах реальные исторические события с вымыслом, что многократно подвергалось критике его друзей-литераторов.
Арним пребывал в своём поместье до самой смерти в 1831 году, посвятив себя литературной работе.

## Творчество
Автор романов «Бедность, богатство, преступление и искупление графини Долорес» (1810), «Хранители короны» (1817, вторая часть посмертно — 1854), повестей «Изабелла Египетская, первая любовь императора Карла V» (1812), «Рафаэль и его соседки» (1822, опубликована в 1824) и других, новелл «Одержимый инвалид в форте Ратоно» (1818) и других.
Вместе с Брентано составил антологию народных песен «Волшебный рог мальчика» («Des Knaben Wunderhorn») в трёх томах (1805—1808), оказавшую значительное влияние на развитие немецкой лирики XIX века.
Арним вводит фантастику в историческую новеллу («Изабелла Египетская», где действуют альраун и голем), сочетающуюся с точными историческими деталями.
Автор новеллы «Мадам де Саверн» 1817 года.

### Издания на русском
- Изабелла Египетская. Первая любовь императора Карла V. Перевод М. Петровского. Томск: Водолей, 1994.
- Одержимый инвалид в форте Ратоно // Избранная проза немецких романтиков в 2-х томах. Переводы с немецкого. Составление и предисловие А. Дмитриева. Комментарии М. Рудницкого. Иллюстрации художника Б. Свешникова. М.: Художественная литература, 1979.
- Майорат. Перевод с немецкого Василия Темнова // Волга. Саратов, 1996. № 1. С. 133—155.
- Рафаэль и его соседки. Перевод с немецкого Марины Куличихиной // «Волга-XXI век». № 9-10. Саратов, 2007.
- Марино Кабога: Драматическое повествование в трёх действиях. Перевод Нины Самойловой // Театр немецких романтиков. М.: Летний сад, 2018.